# 猛虎 (YRF間諜宇宙)
阿維納希·辛格·拉索爾（英語：Avinash Singh Rathore），更廣為人知的代號為猛虎（英語：Tiger），登場於《猛虎》系列電影及YRF間諜宇宙的虛構角色，由沙曼·罕飾演。該角首次登場於《猛虎英雄傳》（2012年），之後出現在該宇宙的數部電影中，甚至是改編漫畫及電子遊戲；猛虎原是印度研究分析室（RAW）特務，在愛上巴基斯坦三軍情報局（ISI）特務柔雅·胡邁米（Zoya Humaimi）後，兩人私奔並隱居，但偶爾仍為了國家挺身而出。

## YRF間諜宇宙
猛虎1968年12月29日出生於印度中央邦的昌巴爾專區。他首次登場於《猛虎英雄傳》，在片中奉印度研究分析室（RAW）長官薛諾伊（Shenoy）之命，臥底於印度科學家基德瓦（Kidwai）教授的身旁，但愛上了對方的兼職管家柔雅·胡邁米（Zoya Humaimi）。結果，柔雅竟是巴基斯坦三軍情報局（ISI）的特務；經過一番掙扎，兩人決定私奔並與各自的情報機構斷絕關係。猛虎仍然忠於印度，偶爾會回來執行拯救國家免受威脅的任務。八年後（2017年，《猛虎已覺醒》），他與妻子柔雅育有一子——二世（Junior，2022年時11歲）。猛虎被薛諾伊找回，營救被阿布·烏斯曼（Abu Usman）及其伊拉克恐怖組織ISC挾為人質的護士們，柔雅也帶著ISI的特務自行前來幫助他。事後，夫妻倆收養了猛虎在伊拉克救到的17歲男孩哈桑（Hassan）。在《寶萊塢之絕地特工》，猛虎約在2020年至俄羅斯，營救將被列車送往監獄的帕坦（Pathaan）。猛虎事後表示，自己將接下一個大任務，因此需要帕坦的幫助。之後在《猛虎3》中，猛虎和柔雅被前ISI特務阿提許·雷曼（Aatish Rehman）陷害為叛徒，導致兩人為洗清自己的罪名而戰。

## 發展
該角起初由《猛虎英雄傳》的導演卡比爾·罕意屬沙·魯克·罕詮釋，但沙·魯克·罕因工作檔期衝突而退出（沙·魯克·罕之後則在同宇宙的《寶萊塢之絕地特工》中飾演帕坦），改由沙曼·罕飾演；這也是沙曼·罕與雅什·拉吉影片公司的首度合作。綽號「黑虎」（The Black Tiger）的印度RAW特務拉文德拉·考希克的家人聲稱，《猛虎英雄傳》的故事借鑒自他的生活改編而成，並要求在片名中註明出處。2012年7月，考希克的侄子送達了一份法律通知，稱本片與他叔叔及其生活驚人相似。導演卡比爾·罕否認了這些說法。
沙曼·罕評價自己的角色：「猛虎的英雄主義在於捕獵獵物時直面挑戰，而不是像現實生活中那樣退縮。我的角色猛虎，永不從戰鬥中退縮、永不放棄，直到他還有呼吸為止，將是為國家挺身而出的最後防線。」